# Kirche im Katharinenstift
Die katholische Kirche im Katharinenstift im Berliner Ortsteil Prenzlauer Berg des Bezirks Pankow, eine Hallenkirche, die sich hinter einer Häusergruppe in der Greifswalder Straße befindet, steht unter Denkmalschutz.

## Geschichte
Das Gotteshaus wurde als Hauskapelle des Katharinen-Stifts gebaut. Die Kirche wurde auf das Patrozinium der Schmerzhaften Mutter Maria (Mater Dolorosa) geweiht. Die seit über 400 Jahren bestehende Ordensgemeinschaft der Katharinenschwestern widmet sich karitativen Aufgaben. Am 1. August 1931 wurde die Kirche Gottesdienststätte der selbstständigen Kuratie St. Gertrud. Mit Fortgang der Schwesterngemeinschaft im Jahr 2001 fiel der Komplex an das Erzbistum Berlin. Die ansässige Gemeinde St. Gertrud behielt das Nutzungsrecht bis zum Jahr 2003, als sie mit der Pfarrei Ss. Corpus Christi fusioniert wurde. Die Kapelle hatte danach unterschiedliche Nutzer. Neben der deutschen Gemeinde erhielt die portugiesischsprachige Mission ihren Sitz im Komplex und nutzt die Kirche für ihre Gottesdienste. Seit 2013 ist dort auch das Herz-Jesu-Kloster (Herz-Jesu-Priester) ansässig. Seit 1995 ist in dem Gebäudekomplex neben der Kirche das Katholische Schulzentrum Edith Stein, eine staatlich anerkannte Ausbildungsstätte für soziale Berufe in der Trägerschaft des Erzbistums Berlin, untergebracht.
Im April 2025 verkündete das Erzbistum Berlin, das Katharinenstift wegen Sanierungsbedarf und Sparzwängen zu verkaufen.

## Baubeschreibung
Von der Ende des 19. Jahrhunderts einsetzenden Bebauung in der Greifswalder Straße, die vom Königstor bis zur Grenze der Landgemeinde Neu-Weißensee verläuft, ist eine Gruppe von fünf 1863 erbauten Wohnhäusern in spätklassizistischen Formen erhalten. Auf den Höfen waren ursprünglich Ställe. Der fünfgeschossige Gebäudekomplex und die neugotische, mit einem Satteldach bedeckte Kirche, befinden sich hinter der vorgenannten Häusergruppe. Der Zugang erfolgt durch das Haus Nr. 18. Die Mauerwerksbauten sind verputzt und mit Klinkern abgesetzt. Die Kirche hat einen eingezogenen rechteckigen Chor. Das Innere des Kirchenschiffs ist mit einer umlaufenden Empore aus Holz versehen und von einem hölzernen Spitztonnengewölbe überdeckt.
Von der Erstausstattung sind drei Fenster der Mayer’schen Hofkunstanstalt erhalten. Die Glasmalereien zeigen das Gastmahl in Bethanien, Jesus Christus als Freund der Kinder und das Letzte Abendmahl.